# 南派笛子
南派笛子是中國近代竹笛音樂發展中的一個重要風格流派。演奏重於運氣、贈音、喚音、打音等技巧，受崑曲、江南絲竹等影響，其旋律優美、抒情、委婉，亦多用加花變奏、板腔式變奏。

## 代表人物
- 江先渭
- 趙松庭
- 陸春齡
- 俞遜發
- 孔慶寶
- 詹永明

## 主要樂曲
- 《姑蘇行》
- 《早晨》
- 《歡樂歌》
- 《小放牛》
- 《鷓鴣飛》
- 《三五七》
- 《秋湖月夜》